# آندرئا روث
آندرئا روث (انگلیسی: Andrea Roth؛ زادهٔ ۳۰ سپتامبر ۱۹۶۷) یک بازیگر سینما، و هنرپیشه اهل کانادا است. وی از سال ۱۹۸۸ میلادی تاکنون مشغول فعالیت بوده‌است.
از فیلم‌ها یا برنامه‌های تلویزیونی که وی در آن نقش داشته‌است می‌توان به جنگ، کولکتور، شکارچی آفتاب، شکاک و جهان‌های متقاطع اشاره کرد.